# Kewal Singh
Kewal Singh (Distrito de Lyallpur, 1 de junio de 1915-1991) fue un diplomático indio, secretario de Relaciones Exteriores y embajador de la India en la Unión Soviética, Pakistán y Estados Unidos. Recibió en 1955 el premio Padma Shri.
- En 1938 entró al Indian Civil Service (British India);
- De 1940 a 1948 fue designado a distintos Puestos en el Raj británico.
- De 1939 a 1940 fue Comisionado adjunto en Firozpur Punjab.
- De 1940 a 1942 fue Comisionado adjunto en el Distrito de Hisar.
- De 1942 a 1944 fue Sub-Divisional Magistrate en Dalhousie, India.
- De 1944 a 1946 fue Colonization Officer en Neeli Bar (Montgomery) Sahiwal Division.
- De 1946 a 1947 fue Comisionado adjunto en Shahpur.
- De 1947 a 1948 fue Comisionado adjunto en Simla.
- De 1948 a 1949 fue secretario de embajada de primera clase en Ankara.
- De 1949 a 1951 fue empleado en la Misión militar de la India en Berlín.
- De 1951 a 1953 fue Encargado de negocios en más cerca a António de Oliveira Salazar en Lisboa (Portugal).
- En 1953 el Estado Nuevo (Portugal) rompió las relaciones diplomáticas con la India sobre la cuestión de la Conquista portuguesa de Goa (Anexión de Goa de 1961).
- El 10 de diciembre de 1953 reemplazó Raj Krishna Tandon como Cónsul en Puducherry, fue capaz de apartar a algunos de los líderes anti-fusión y miembros de la asamblea representativa del campo pro-Francia e intervino así en el Coup d'état of Yanaon.
- En 1955 ganó el Padma Shri.
- De 1955 a 1957 fue Comisionado de Puducherry, Karaikal, Mahe (Puducherry) y Yanam que antes fueran parte del Imperio colonial francés.
- De 1957 a 1958 fue embajador en Nom Pen (Camboya).
- De 1959 a 1962 fue embajador en Estocolmo (Suecia) con acreditación en Copenhague y Helsinki.
- De 1962 a 1965 fue Alto Comisionado adjunto en Londres.
- De 1965 a 1966 fue Alto Comisionado en Islamabad (Pakistán)
- De 1966 a 1968 fue embajador en Moscú con acreditación en Ulán Bator.
- De 1968 a 1970 fue Foreign Secretary (India).
- De 1970 al 04 de diciembre de 1972 fue embajador en Bonn.
- Del 04 de diciembre de 1972 al 31 de marzo de 1976 fue Foreign Secretary (India).
- El 8 de octubre de 1976 fue asignado embajador en Washington D. C. donde quedó acreditado del 30 de noviembre de 1976 al 7 de octubre de 1977.[3][4]